# Тимошинин, Владимир Александрович
Владимир Александрович Тимошинин (12 июля 1970, Москва — 15 августа 2023) — советский и российский прыгун в воду, двукратный чемпион Европы (1991, 1995), призёр чемпионата мира (1994), участник Олимпийских игр (1988, 1996). Заслуженный мастер спорта СССР (1991).

## Биография
Родился 12 июля 1970 года в Москве в семье известной советской спортсменки Натальи Тимошининой. Начал заниматься прыжками в воду в возрасте 6 лет у Татьяны Петрухиной, с 1992 по 1998 год тренировался под руководством матери, а в 1998–2000 годах с ним работал Владимир Рулёв.
Специализировался в прыжках с десятиметровой вышки. В 1986–1991 годах входил в сборную СССР, в 1988 году участвовал в Олимпийских играх в Сеуле, в 1989 году выиграл бронзовую медаль чемпионата Европы в Бонне, а в 1991 году в Афинах завоевал звание чемпиона Европы.
В 1992 году из-за относительно неудачного выступления на чемпионате СНГ, где он занял 3 место, не смог отобраться в состав Объединённой команды на Олимпийских играх в Барселоне.
С 1993 года входил в сборную России. В 1994 году стал бронзовым призёром чемпионата мира в Риме и победителем Игр доброй воли в Санкт-Петербурге, в 1995 году в Вене вновь первенствовал на континентальном чемпионате, в 1996 году занял 5 место на Олимпийских играх в Атланте.
В следующем олимпийском цикле выступал в синхронных прыжках с Игорем Лукашиным, в 1999 году они выиграли серебряную медаль чемпионата Европы в Стамбуле.
В 2000 году завершил свою спортивную карьеру. В дальнейшем перешёл к тренерской деятельности в СШОР по прыжкам в воду МГФСО. В 2004–2011 годах работал комментатором на телеканале «НТВ-Плюс Спорт». На протяжении многих лет занимался судейством, с 2021 года являлся судьёй всероссийской категории.
Умер 15 августа 2023 года от инфаркта. Похоронен на Пыхтинском кладбище.

## Семья
- Мать — Наталья Тимошинина (1947—1998), советская спортсменка, чемпионка Европы (1966) и призёр Олимпийских игр (1968) по прыжкам в воду.
- Отец — Александр Тимошинин (1948—2021), советский спортсмен, двукратный чемпион Олимпийских игр (1968, 1972) по академической гребле.
- Жена — Светлана Тимошинина (род. 1973), российская спортсменка, трёхкратная чемпионка Европы (1993, 1999, 2000) и двукратный призёр чемпионатов мира (2001, 2003) по прыжкам в воду.
- Дочь — Юлия Тимошинина (род. 1998), российская спортсменка, четырёхкратная чемпионка Европы (2014, 2015, 2018, 2021), призёр чемпионата мира (2019) по прыжкам в воду.